# Inżynieria transportu
Inżynieria transportowa – dziedzina wiedzy technicznej zajmująca się zagadnieniami najogólniej rozumianego transportu.
Zagadnienia te można podzielić na podstawowe grupy:
- Środki transportu
  - Transport kołowy
  - Transport kolejowy
  - Transport wodny
    - Transport morski
    - Transport śródlądowy

  - Transport lotniczy
  - Transport hydrauliczny (także część inżynierii mechanicznej)
- Projektowanie dróg, dróg kolejowych, kanałów żeglownych (także część inżynierii lądowej)
- Modelowanie ruchu drogowego i kolejowego
- Analiza przepustowości dróg i skrzyżowań
- Inteligentne miejskie systemy transportowe
- Planowanie transportu
- Metody przewidywania obciążenia systemów transportowych
- Analiza i projektowanie miejskich systemów transportowych i parkingowych
- Ekonomia systemów transportowych
- Wpływ systemów transportowych na środowisko
  - Zanieczyszczenie środowiska
  - Hałas
  - Zużycie energii